# Ischnoptera snodgrassi
Ischnoptera snodgrassi är en kackerlacksart som först beskrevs av John McNeill 1901.  Ischnoptera snodgrassi ingår i släktet Ischnoptera och familjen småkackerlackor. Inga underarter finns listade i Catalogue of Life.